# Hitachi HD64180

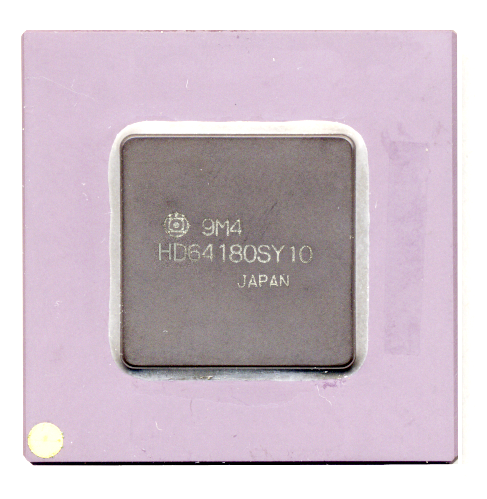
Hitachi HD64180

O HD64180 é um microprocessador embarcado com MMU embutida fabricado pela Hitachi e baseado no Zilog Z80. O Hitachi HD64180 "Super Z80" foi posteriormente licenciado para a Zilog e vendido por eles como Z64180, e, com alguns aperfeiçoamentos, como Zilog Z180.

## Características

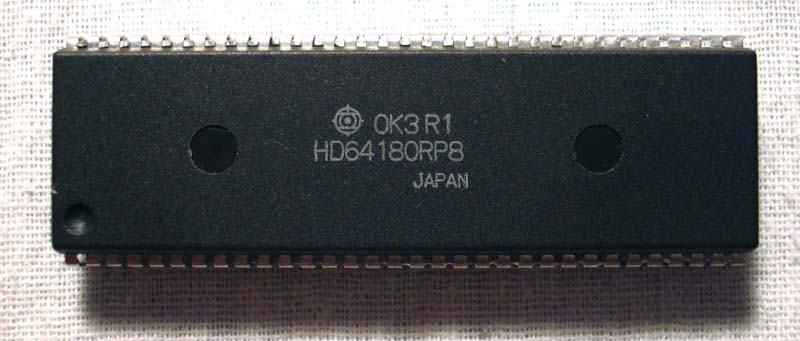
Hitachi HD64180 num DIP64.

O HD64180 possui as seguintes características:
- MMU com suporte para 512 KiB de memória e 64 KiB de espaço de E/S
- 12 novas instruções
- Dois canais de Direct Memory Access Controller (DMAC)
- Gerador de wait states programável
- Atualização de DRAM programável
- Dois canais Asynchronous Serial Communication Interface (ASCI)
- Dois canais Programmable Reload Timer (PRT) de 16 bits
- Um canal de Clocked Serial I/O Port (CSI/O)
- Controlador de Interrupção Vetorizada Programável

Os computadores CP/M Micromint SB180 e SemiDisk Systems DT42 foram  baseados no Hitachi HD64180.